# Marty Reasoner
Martin "Marty" Reasoner, född 26 februari 1977, är en amerikansk professionell ishockeyspelare som spelar för New York Islanders i NHL. Han har tidigare representerat Florida Panthers, Atlanta Thrashers, Edmonton Oilers, Boston Bruins och St. Louis Blues på NHL-nivå.
Reasoner draftades i första rundan i 1996 års draft av St. Louis Blues som 14:e spelare totalt.